# 玉田凛映
玉田 凛映（たまだ りえ、1973年3月16日 - ）は、日本の元女子プロレスラー。本名：加藤 りえ（かとう りえ）、旧姓：玉田（たまだ）。

## 経歴
1991年
- 10月4日、後楽園ホールにおいて、対長谷川智香子戦でデビュー。

1992年
- 4月29日、鳥巣朱美を破り全日本ジュニア王座を獲得。

1993年
- その後、一時引退するもののプロレスに対する想いが再燃し、同期で、同時期に同じように引退していた前川久美子と新人扱いで再デビューする。

1995年
- 3月17日、吉田万里子とのタッグでキャロル美鳥&大向美智子組を破り全日本タッグ王座を獲得。
- 12月4日、府川由美とのタッグ、通称「タマフカ」で全日本タッグ王座を獲得（自身は2度目）。

1997年
- 8月20日、日本武道館大会を最後に全日本女子プロレスを退団。
- 10月、アルシオン入団を表明する。後にリングネームを本名の玉田りえから玉田凛映に改める。

2003年
- 7月、アルシオンを吸収合併したメジャー女子プロレスAtoZ所属となる。

2004年
- 8月22日、後楽園ホールの自主興行において引退。

2007年
- 5月7日、結婚。

## 得意技
ドラゴンスープレックス

## タイトル歴
- 全日本シングル王座
- 全日本タッグ王座
- 全日本ジュニア王座
- ツインスター・オブ・アルシオン王座

## 入場曲
- Back To The Jungle ※「ARSION MUSIC」に収録

## 写真集
- STRIKE!（リイド社）（1997年4月）

## CD
- LEGEND OF GOLD（ワーナーミュージック・ジャパン）（1996年）
- GET MY ENDLESS（ワーナーミュージック・ジャパン）（1996年）
  - いずれもd-powerとして